# Tobia il cane più grande che ci sia
Tobia il cane più grande che ci sia (Digby, the Biggest Dog in the World) è un film del 1973 diretto da Joseph McGrath.

## Trama
In un istituto di ricerca si sta sperimentando un nuovo composto, sotto forma di polvere bianca, in grado di ingrandire a dismisura gli ortaggi, concepito per scopi spaziali. Tale composto, che lo sbadato professor Jeffrey Eldon decide di utilizzare all'insaputa dei suoi colleghi di ricerca per far accrescere le proprie rose in giardino, va invece a finire per errore nella ciotola del latte di Digby, il cane da pastore inglese del giovane Billy, affidato al professor Eldon nell'attesa che si accordasse con i genitori per tenerlo, iniziando così a crescere a dismisura, causando imprevisti ed equivoci man mano che volumizza. Nel tentativo di nasconderlo da una conoscente, Digby viene sottratto a Eldon da due maldestri ladri che tentano di venderlo come attrazione al circo di Jimmy Rogerson, avendo però un esito disastroso. Il cane infatti, divenuto ormai colossale, rovina lo spettacolo e scappa dal circo, inseguito da Eldon che intanto aveva scoperto dov'era finito, e da Billy, venuto a conoscenza della verità, nel tentativo di curarlo. Vagando per i campi e gli ampi spazi del paesaggio inglese, non mancando di comparire su TV e notiziari nazionali, l'intervento armato contro il mastodontico cane è inevitabile, ma Eldon e Billy riescono a trovare una soluzione, la formula di un liquido chiamato semplicemente "antidoto", capace di annullare gli effetti della crescita, che quindi viene somministrato dai due al cane, appena in tempo per vederlo tornare alle dimensioni normali prima che l'esercito bombardi la zona rocciosa dove si era rifugiato, dovendo tuttavia affrontare un altro caso di abnorme accrescimento accidentale causato dal siero, che stavolta coinvolge Clarissa, lo scimpanzé tenuto sotto la supervisione di Eldon presso l'istituto di ricerca.